# Shergottita
Les shergottites són un grup de meteorits de la classe dels meteorits marcians, els quals es troben englobats dins dels meteorits de tipus acondrita.

## Composició i classificació
Les shergottites són roques ígnies de litologia màfica a ultramàfica. Estan dividides en tres grups principals: les basàltiques, les olivinofíriques (com el grup Tissint, trobat al Marroc l'any 2011) i les shergottites lherzolítiques, basades en la grandària dels seus cristalls i contingut mineral. També es poden classificar alternativament en tres o quatre grups segons el seu contingut en elements de terres rares. Aquests dos sistemes de classificació no s'alineen entre si, insinuant les complexes relacions entre les diferents roques i magmes originals que formaven les shergottites.

## Origen
Més de tres quartes parts de tots els meteorits marcians trobats es poden classificar com shergottites, amb data del mes d'agost de 2017. Reben el seu nom del meteorit Shergotty, que va caure a Sherghati, a l'Índia, l'any 1865. El cràter Mojave, de 3 milions d'anys i 58,5 km de diàmetre, el cràter més jove de la seva mida al planeta, ha estat identificat com una font potencial d'aquests meteorits.
Les shergottites semblen haver cristal·litzat fa tan sols fa 180 milions d'anys, el que és una edat sorprenentment jove tenint en compte l'antiguitat de la major part de la superfície de Mart, i la petita grandària del planeta. A causa d'això, alguns han defensat la idea que les shergottites són molt més antigues. Aquesta "paradoxa de l'edat de les shergottites" queda sense resoldre i segueix sent una àrea de recerca i debat actius.